# Pla d'Urgell
Pla d'Urgell (em catalão e oficialmente; "Planície de Urgel") ou Plana de Urgel (em castelhano) é uma comarca da Catalunha, Espanha. Abarca uma superfície de 305,13 quilômetros quadrados e tem 34 976 habitantes.

## Subdivisões
A comarca subdivide-se nos seguintes municípios:
- Barbens
- Bell-lloc d'Urgell
- Bellvís
- Castellnou de Seana
- Fondarella
- Golmés
- Ivars d'Urgell
- Linyola
- Miralcamp
- Mollerussa
- El Palau d'Anglesola
- El Poal
- Sidamon
- Torregrossa
- Vilanova de Bellpuig
- Vila-sana